# Trichordestra
Trichordestra là một chi bướm đêm thuộc họ Noctuidae.

## Các loài
- Trichordestra beanii (Grote, 1877) (alternative spelling Trichordestra beani)
- Trichordestra dodii (Smith, 1904)
- Trichordestra legitima (Grote, 1864)
- Trichordestra lilacina (Harvey, 1874)
- Trichordestra liquida (Grote, 1881)
- Trichordestra prodeniformis (Smith, 1888)
- Trichordestra rugosa (Morrison, 1875)
- Trichordestra tacoma (Strecker, 1900)